# Владислав Гжегож Браницький
Владислав Гжегож Браницький герба Корчак (пол. Władysław Grzegorz Branicki; 13 лютого (25 лютого) 1783, Санкт-Петербург, Російська імперія — 15 серпня (27 серпня) 1843, Варшава, Королівство Польське, Російська імперія) — польський державний діяч, генерал від інфантерії російської служби. Син великого гетьмана коронного Францішека Ксаверія Браницького, онук каштеляна брацлавського Пйотра, правнук Юзефа — каштеляна галицького.

## Біографія
Владислав-Гжегож Браницький народився 13 лютого 1783 року в родині великого гетьмана коронного Францішека Ксаверія Браницького, який був генералом від інфантерії російської служби, та Олександри Енгельгардт.
У день свого народження записаний прапорщиком у Преображенський лейб-гвардії полк. 1 січня 1791 року підвищений до звання підпоручника.

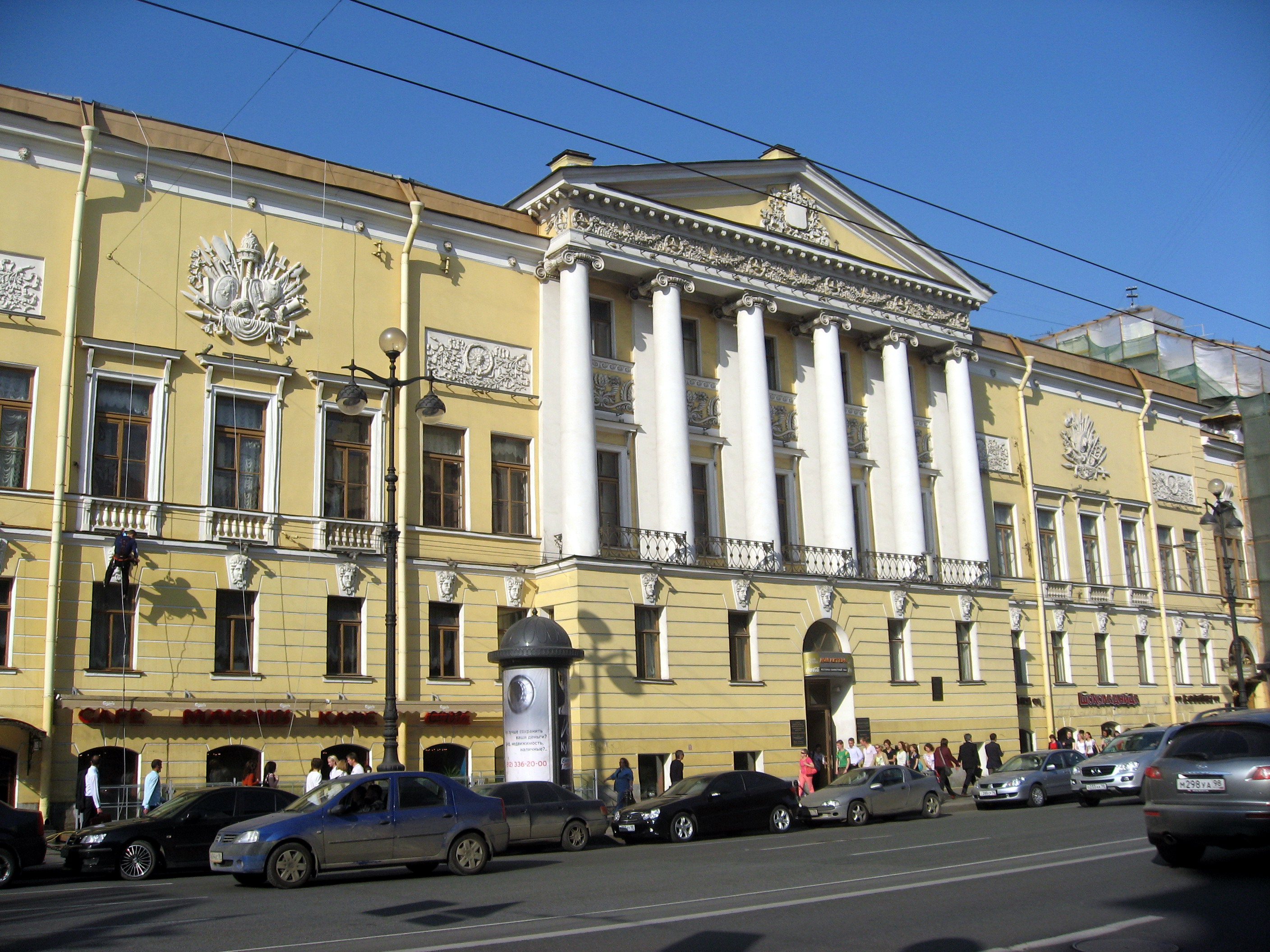
Палац В. К. Браницького на Невському проспекті

У 1799 році вступив на дійсну службу в чині поручника. У роки царювання імператора  Павла І отримав орден Святого Іоанна Єрусалимського.
У 1807 році Браницький брав участь у російсько-турецькій війні з рухомим земським військом Київської губернії, під керівництвом генерал-фельдмаршала князя Олександра Прозоровського, і за цю кампанію нагороджений орденом Святої Анни 2-го ступеню з діамантовими прикрасами.
22 липня 1809 року йому був наданий чин флігель-ад'ютанта; 1 серпня того ж року був проведений у штабс-капітани, 1 листопада 1810 року — капітани, а 17 квітня 1812 року — в полковники.
Під час Вітчизняної війни 1812 року Браницький перебував у свиті імператора Олександра I, а потім служив при штабі 1-й Західної армії. Брав участь у битвах — Смоленській, Бородінській, Тарутинській, під Малоярославцем та Красним. Нагороджений орденом Святого Володимира 4-го ступеня з бантом (за Бородінську битву) і золотою шпагою з написом «За хоробрість» (за бій під Красним).
1813 року Браницький брав участь у битвах Дрезденській, під Кульмом та Битва народів під Лейпцигом: за героїзм в останній битві нагороджений орденом Святого Володимира 3-го ступеню. Крім того, йому були подаровані ордена: австрійський орден Леопольда і прусський «За заслуги».
У 1814 році Браницький брав участь у битвах при Брієні (нагороджений баварським і віртемберзьким орденами), Ла-Ротьєрі, Арсі-сюр-Обе та у взятті Парижа. 27 березня 1814 року, за відзнаку при взятті Парижа, переведений у генерал-майори з призначенням до почту Його Величності. Під час кампанії 1815 року Браницький перебував при дворі російського імператора Олександра I.
1819 року коштом графа Владислава Браницького та його матері графині Олександри Браницької у передмісті Богуслава був збудований величний храм та освячений на честь святого Владислава, його патрона.
22 серпня 1826 року він був призначений єгермейстером Російського імператорського дому. 8 травня 1831 року нагороджений орденом Святої Анни 1-го ступеню. Найвищим указом від того ж дня йому наказано бути присутнім у правлячому сенаті, зі збереженням у придворному званні. 28 січня 1832 року призначений бути присутнім у тимчасовому загальному зібранні Сенату, у Санкт-Петербурзі.
31 грудня 1837 року нагороджений орденом Святого Володимира 2-го ступеня. 2 квітня 1838 року отримав звання дійсного таємного радника, 23 квітня 1838 року призначений обер-шенком російського імператорського двору. 18 липня 1839 року Браницькому надано графський титул, який затверджено відповідним положенням Комітету Міністрів. 15 квітня 1841 року нагороджений польським Орденом Білого Орла.
Владислав-Гжегож Браницький помер передчасно, 27 серпня 1843 року, в будинку своїх друзів у Варшаві.

## Родина

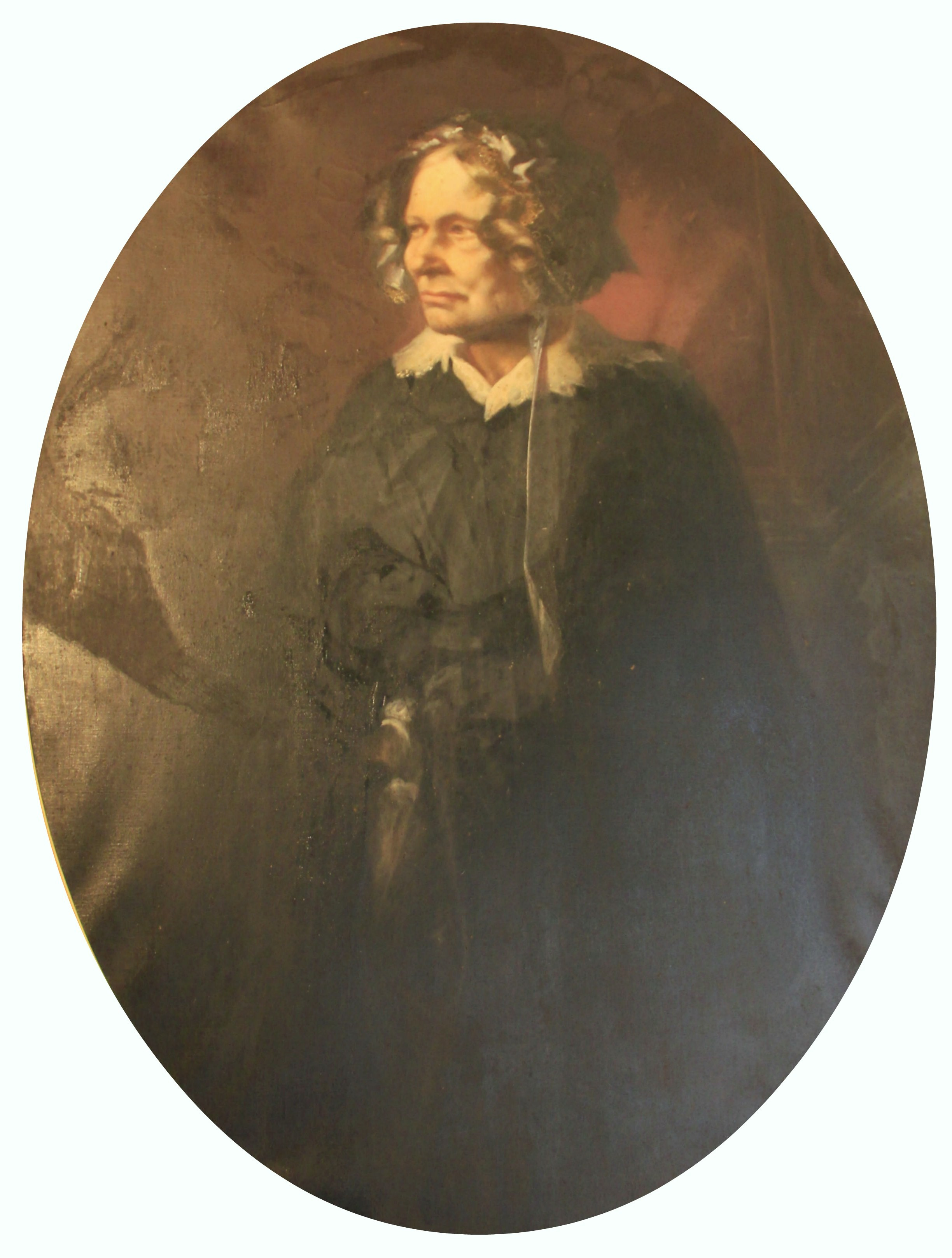
Роза Станіславівна Браницька (Потоцька)

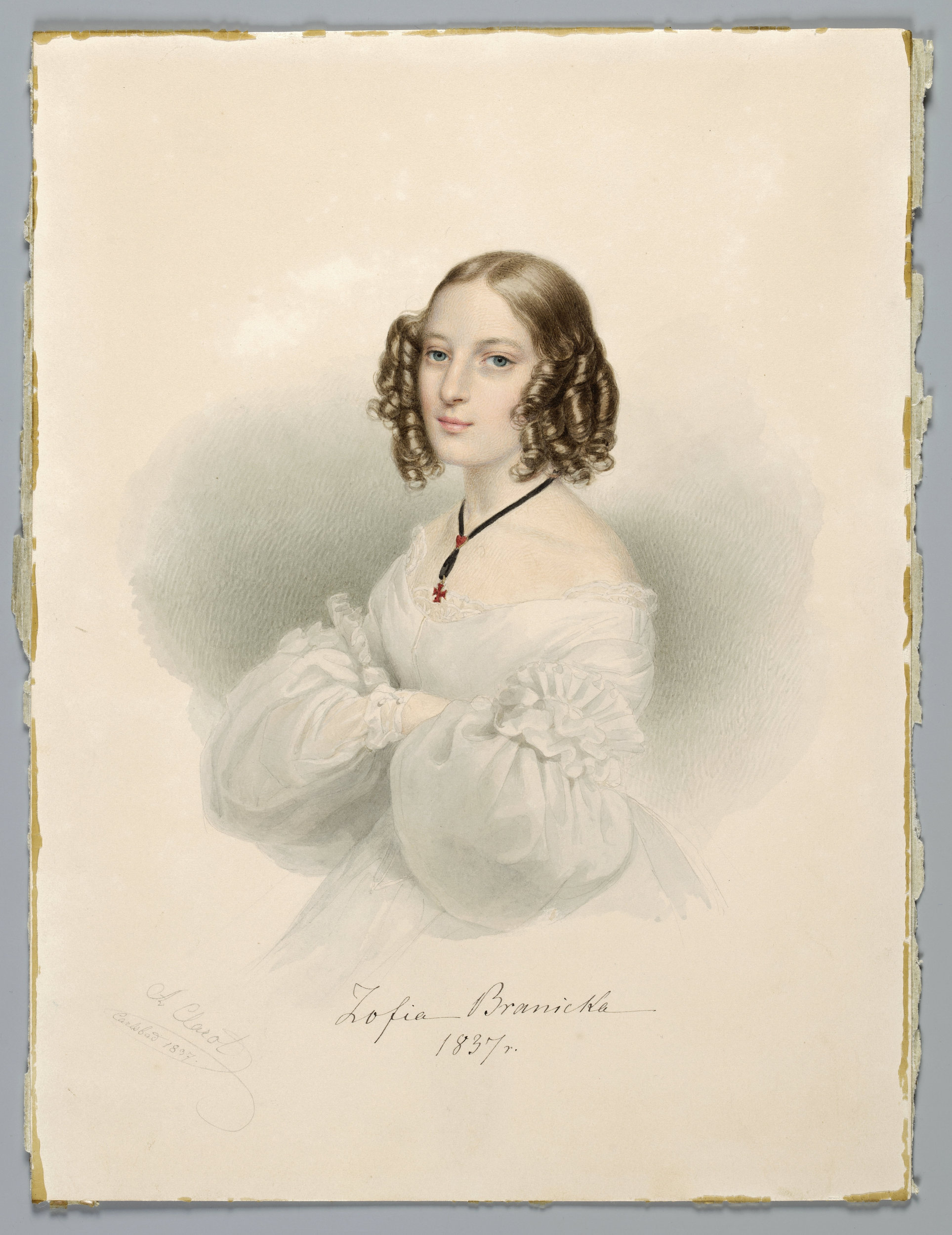
1837. Портрет Софії Браницької

Дружина (від 1813 року) — Роза Станіславівна Браницька з Потоцьких (1780—1862), дочка графа Станіслава Потоцького від другої його дружини Жозефіни Амалії Потоцької-Мнішек. У першому шлюбі (від 1799 року) була одружена з Антоном Потоцьким та мала трьох дітей. У 1812 році їх шлюбний союз розпався, оскільки, за словами Пилипа Вігеля, графиня Роза Станіславівна живила вічну ворожість до Росії. Браницький одружився з нею проти волі матері, та поважна свекруха тривалий час не визнавала свою невістку. За заслуги чоловіка 30 квітня 1837 року їй було надано чин кавалерственної дами та даровано Орден Святої Катерини (малий хрест). Овдовівши, виїхала до Франції, де в 1849 році для свого старшого сина в долині Луари придбала замок Монтрезор. Померла 30 жовтня 1862 року в Парижі, а тіло її було перевезено до Польщі й поховане в маєтку Потоцьких у Крешовицях. У шлюбі Браницький мав чотирьох синів і три доньки:
- Ксаверій (? 1814—1879) — видатний представник радикального крила польської еміграції в Парижі, під час Кримської війни намагався організувати польський легіон для боротьби з Росією.
- Олександр (1821—1877) — власник Ставищ, а пізніше замку в Сухій (з 1965 року — Сухій Бескидській).
- Костянтин (1824—1884) — власник Богуслава та Узина;
- Владислав-Михайло (1826—1884) — юнкер-камер, служив по виборах дворянства в Росії, помер у Парижі;
- Єлизавета (1820—1876), у першому шлюбі за графом Зигмунтом Красінським, у другому — за графом Людвігом Красінським;
- Софія Катажина (1821—1886), одружена з Лівіо Одескальки, V князем Одескальки[it] (1805—1885);
- Катерина (1825—1907), одружена з графом Адамом Потоцьким.

## Нагороди
- Орден Святого Георгія 4-а ст.
- Орден Святого Володимира 3-я ст. (08.10.1813) та 4-а ст. с бантом (26.08.1812).
- Орден Білого орла (15.04.1841).
- Орден Святої Анни 1-а ст. (08.05.1831) та 2-й ст. з діамантами (07.11.1807).
- Орден Святого Іоанна Єрусалимського, кавалер.
- золотою шпагою з написом «За хоробрість» (1812).
- Орден Леопольда (Австрія, 1813).
- Військовий орден Максиміліана Йозефа (Баварія, 1814).
- Орден «За військові заслуги» (Вюртемберг, 1814).
- Орден Червоного орла та орден «Pour le Mérite» (Пруссія, 1813).
- Кульмський хрест (Пруссія, 1816).
- Орден Військових заслуг (Франція, 1814).